# 저스티쇼
저스티쇼는 하멜린에서 개발하고 엠게임에서 서비스하는 액션 롤플레잉 게임이다.
2009년 7월 29일 오픈베타 서비스를 시작하였으나, 2010년 2월 이후의 업데이트가 없기 때문에, 2011년 말에 서비스 종료를 계획하고 있다.

## 게임소개
저스티쇼는 2D대전 격투게임의 조작감을 다인(多人)대전 액션 온라인의 형태로 재구성한 횡스크롤 2D액션RPG이다. 상하로 이동 가능한 넓은 필드에서 자신이 가진 다양한 기술을 이용, 몬스터 또는 다른 필드 플레이어를 쓰러뜨리고, 경험치와 아이템을 얻어 자신을 성장시키는 것을 목적으로 하는 게임이다

### 시놉시스
외계인의 출현으로 어지러워진 지구를 구해내기 위한 주인공이 등장, 아이템을 통해 '열혈레인저', '마법소녀', '복면레슬러'로 변신하며 강한 마법과 액션을 사용, 진정한 히어로로 성장해간다는 스토리.